# Uli Vos
Uli Vos, właśc. Ullrich Vos (ur. 2 września 1946 w Mönchengladbach, zm. 1 grudnia 2017 tamże) – niemiecki hokeista na trawie, złoty medalista olimpijski z Monachium.
Reprezentował barwy RFN. Brał udział w trzech igrzyskach (IO 68, IO 72, IO 76). Największy sukces w karierze odniósł w 1972 przed własną publicznością, kiedy to wywalczył złoty medal olimpijski. Sięgnął po brąz mistrzostw świata w 1973 i 1975, był mistrzem Europy w 1970 i wicemistrzem w 1974. Występował w pomocy. Łącznie rozegrał w kadrze 150 spotkań, debiutował w 1966.